# Mýtina
Mýtina, bis 1948 Starý Albenreuth (deutsch Altalbenreuth) ist ein Ortsteil von Lipová (Lindenhau) im Okres Cheb (Bezirk Eger) in Tschechien.

## Geografie
Mýtina liegt etwa 13 Kilometer südöstlich von Eger in der Nähe der deutschen Grenze in den Vorbergen des Tillenberg-Waldes.

## Geschichte
Das Dorf Albenreuth ist im Jahre 1138 als „Albrechtsreuth“, 1248 als „Albernrewt“, 1316 als „Altenalbernrewt“ und 1381 als „Alten Albenreuth“ urkundlich nachweisbar. Es lag im Gerichtsbezirk der Frais im Nordgau (Bayern), der späteren Oberpfalz. In Urkunden vor dem Jahr 1147, dem Beginn der Regierungszeit der Staufer in Eger (Cheb), ist eine Unterscheidung, welcher der beiden späteren Orte Altalbenreuth und Bad Neualbenreuth gemeint sein könnte, nicht möglich.
Im Jahr 1248 schenkten die Landgrafen von Leuchtenberg das Dorf Albernrewt dem Kloster Waldsassen. Da Neualbenreuth in einem Pfarrverzeichnis des Jahres 1286 bereits enthalten ist, hatte es anscheinend an Bedeutung gewonnen. Als das Kloster Waldsassen die Burg, das spätere Schloss Hardeck und den zugehörigen Grundbesitz durch Kauf erworben hatte, gehörte auch das Dorf Altalbenreuth zu dem erworbenen Gebiet. 1346 kaufte der Egerer Patrizier Niklas Einsiedler das gesamte Gebiet auf der Seite des Egerlandes und des Stiftlandes. Ein häufiger Besitzerwechsel der Eigentümer in Albenreuth aus Geschlechtern der Reichsstadt Eger folgte mit Besitz im sogenannten Fraisgebiet. 
Die ältesten nachweisbaren bäuerlichen Familiennamen von Altalbenreuth enthält das Musterungsbuch der Egerländer Bauernschaft aus dem Jahr 1395. 1424 überfiel eine Heeresgruppe der Hussiten bei der Belagerung von Eger die Orte der Frais und plünderte auch Altalbenreuth. Im 15. Jahrhundert wurde das Geschlecht der Lamminger in Albenreuth Lehensherr, erhielt nach diesem Ort das Adelsprädikat von Albenreuth, geriet in Streitigkeiten mit dem Magistrat der Stadt Eger, erreichte die Würde von Freiherrn und Grafen und wurde mit Wolf Maximilian Laminger von Albenreuth (1634–1696) zu einer Sagengestalt der Choden. Als im Jahre 1497 die Familie der Schirnding, Patrizier in Eger, Altalbenreuth erworben hatte, begann mit einigem Erfolg die Suche nach Gold in der Nähe von Ernestgrün durch Goldwäsche im Muglbach. Erfolgreicher war der Abbau von Eisen mit der Entstehung von Eisenhämmern in der Gegend zwischen Alt- und Neualbenreuth. Ein Sauerbrunnen, dessen Einfassung die Jahreszahl 1693 zeigt, wurde als Heilquelle genutzt. 
Altalbenreuth war ein gemengtes Dorf, das heißt, die Bauern zinsten (fraisten) und roboteten für verschiedene Herren, denen sie erbuntertänig waren. Die Leibeigenschaft wurde 1849 aufgehoben. Altalbenreuth hatte 1845 19 Häuser und 98 Einwohner.
Aus dem verfallenden Schloss der Schirndinger, seit 1497 in Altalbenreuth ansässig, entstand vermutlich der Hof Nr. 13; im Jahr 1837 ließ der damalige Hofbesitzer Michael Frank neben dem Hof eine Kapelle bauen, die heute noch besteht, als Stall benutzt wurde und 2002 renoviert wurde. Bis 1815 besuchten die Kinder von Altalbenreuth die Volksschule in Neualbenreuth; 1847 entstand ein eigenes Schulhaus für die Orte Altalbenreuth, Boden und Gosel. Durch eine Verwaltungsreform im Jahre 1850 wurde die Gemeinde Altalbenreuth gegründet und umfasste die Dörfer Boden, Gosel, Ober- und Unterlindau, Ulrichsgrün und Taubrath, wobei die Gemeinde Teil des Gerichtsbezirks Eger im Bezirk Eger war. 1857 wurden Altalbenreuth, Boden und Gosel von der Pfarrei Neualbenreuth abgetrennt und kamen zur Pfarrei Altkinsberg, deren Pfarrkirche die Wallfahrtskirche Maria Loreto war. 1939 erhielt die Gemeinde ein Standesamt und gehörte zum Reichsgau Sudetenland.  Vor dem Zweiten Weltkrieg lebten im Dorf über 800 Personen, fast ausschließlich Deutsche, die nach dem Zweiten Weltkrieg auf Grund der Beneš-Dekrete 1945 enteignet wurden und als Heimatvertriebene meist in der Oberpfalz Aufnahme fanden. 
Am Ende des Zweiten Weltkriegs wurden Eger und das Egerland und damit auch Altalbenreuth im Mai 1945 kurzfristig von amerikanischen Truppen besetzt und im November an vorrückende sowjetische Besatzungstruppen übergeben.
Aufgrund seiner geographischen Nähe zur Grenze nach Bayern lag Altalbenreuth in der Zeit des Kalten Krieges im streng bewachten Grenzstreifen des Eiserner Vorhang genannten Grenzstreifens zur amerikanischen Besatzungszone in Deutschland. Um freies Schussfeld zu erhalten, wurden über 90 % der Gebäude in Altalbenreuth abgerissen. Im Zuge der Unterdrückung des Deutschen wurde der Name Mýtina für den Ort festgelegt. Die übrig gebliebenen Gebäude befinden sich in einem desolaten Zustand und sind nur noch teilweise bewohnt. Während des Kalten Kriegs entstand im Dorf eine inzwischen verlassene und verfallende Kaserne für den Grenzschutz. 1991 hatte der Ort 18 Einwohner. Im Jahre 2001 bestand das Dorf aus 11 Wohnhäusern, in denen 16 Personen lebten.

## Ortsgliederung
Der Ortsteil Mýtina besteht aus den Grundsiedlungseinheiten Kozly (Gosel), Mýtina, Mýtina I und Oldřichov (Ulrichsgrün). Zu Mýtina gehört zudem die Wüstung Boden.
Der Ortsteil gliedert sich in die Katastralbezirke Kozly u Lipové, Mýtina, Mýtina I und Oldřichov u Lipové.

## Kultur und Sehenswürdigkeiten
1990 wurde der Grenzübergang nach Bad Neualbenreuth wieder geöffnet. Südlich vom Dorf, in der Nähe des Weges zum Übergang, befindet sich das Naturschutzgebiet Eisenbühl mit dem 591 Meter hoch gelegenen einstigen Vulkan Železná hůrka (deutsch: Eisenbühl). Zu erreichen ist der Železná hůrka am besten von der bayerischen Seite aus. Der Weg zweigt links, in unmittelbarer Nähe des Fußgänger-Grenzübergangs Neualbenreuth, in einen Hohlweg vom Hauptweg ab, der früher an die Dorfstelle des untergegangenen Dorfes Boden führte.